# Wachablösung

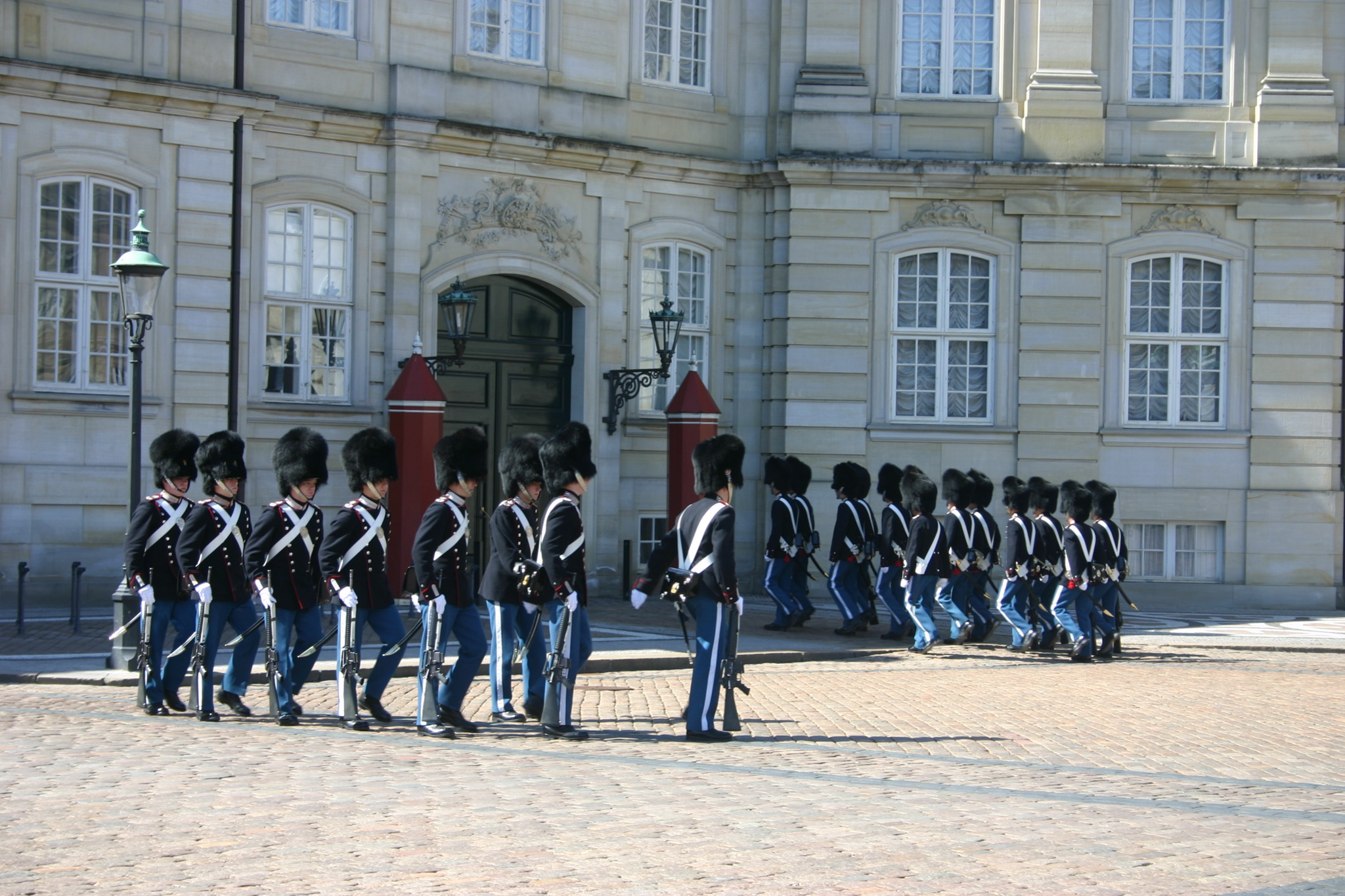
Den Kongelige Livgarde, Kopenhagen

Als Wachablösung oder Wachwechsel wird die Übergabe des Wachdienstes zwischen zwei oder mehreren Personen oder Truppen bezeichnet. Der Wachwechsel kann zeremonielle Bedeutung haben und wird beim Militär durch bestimmte Vorschriften geregelt. Bei der Bundeswehr wird der Wachwechsel durch die Zentrale Dienstvorschrift (ZDv) 10/6  geregelt.

## Deutschland

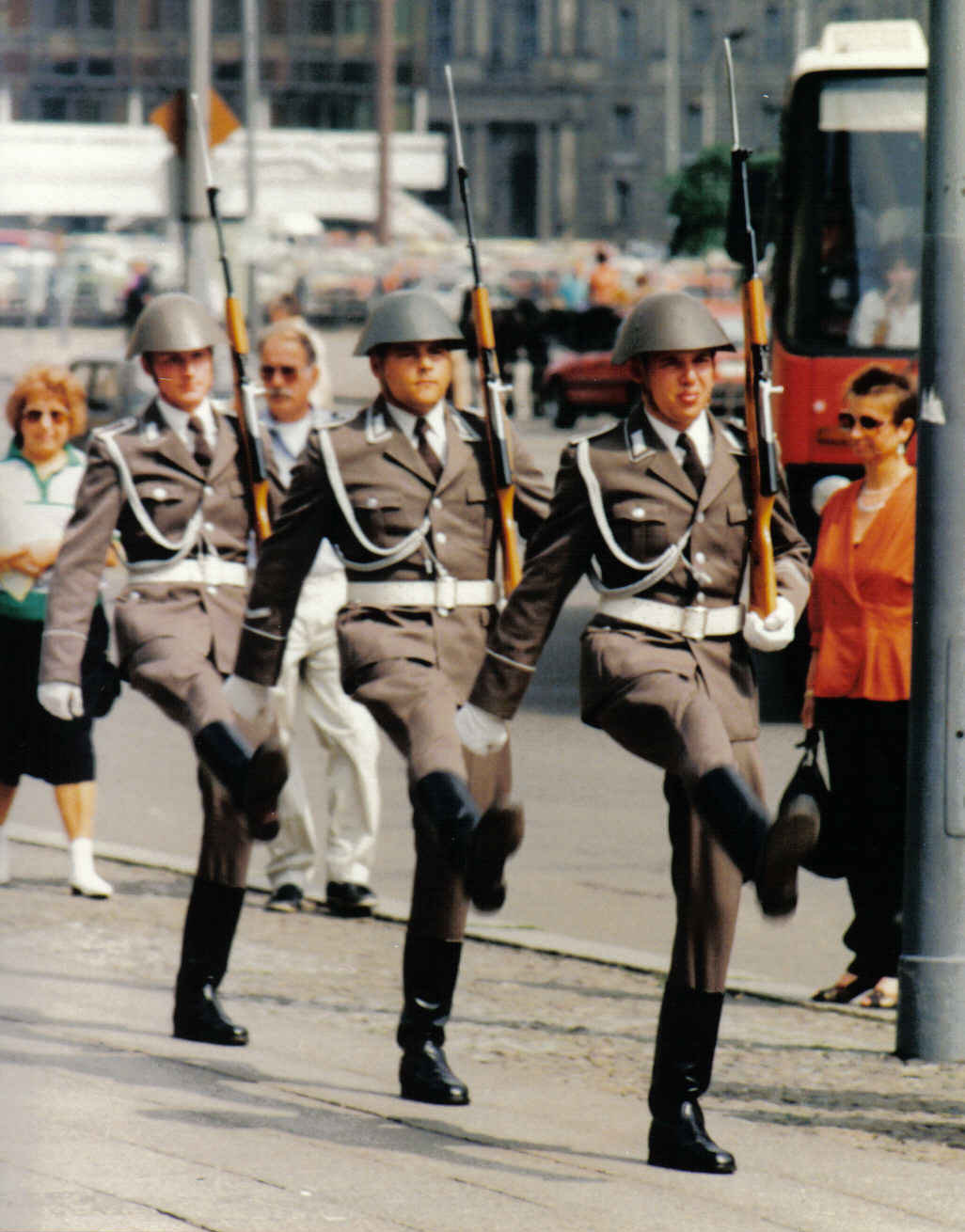
Wachregiment „Friedrich Engels“ am Mahnmal für die Opfer des Faschismus und Militarismus in Berlin

Der „Große Wachaufzug Unter den Linden“ in Berlin war ein militärisches Ehrenritual, das das preußische Garde-Grenadier-Regiment Nr. 1 erstmals am 18. September 1818 anlässlich des Besuchs Zar Alexanders I. durchführte.
Bis zur deutschen Wiedervereinigung im Jahr 1990 standen tagsüber zwei Soldaten des Wachregiments Friedrich Engels als Ehrenwache vor der Neuen Wache. Jeden Mittwoch und Samstag um 14:30 Uhr zog eine Ehrenformation des Wachregiments der DDR zum „Großen Wachaufzug“ auf.
Seit dem Volkstrauertag 1993 dient die Neue Wache als Zentrale Gedenkstätte der Bundesrepublik Deutschland für die Opfer von Krieg und Gewaltherrschaft. Am Volkstrauertag wird vom Wachbataillon beim Bundesministerium der Verteidigung eine Ehrenwache für das Gebäude gestellt.

## Griechenland

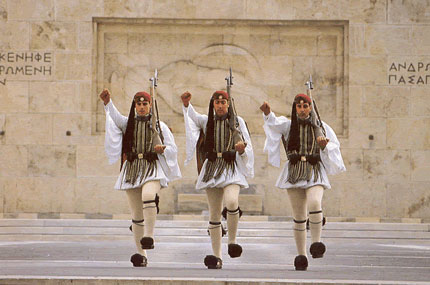
Wachablösung der Evzonen, Athen

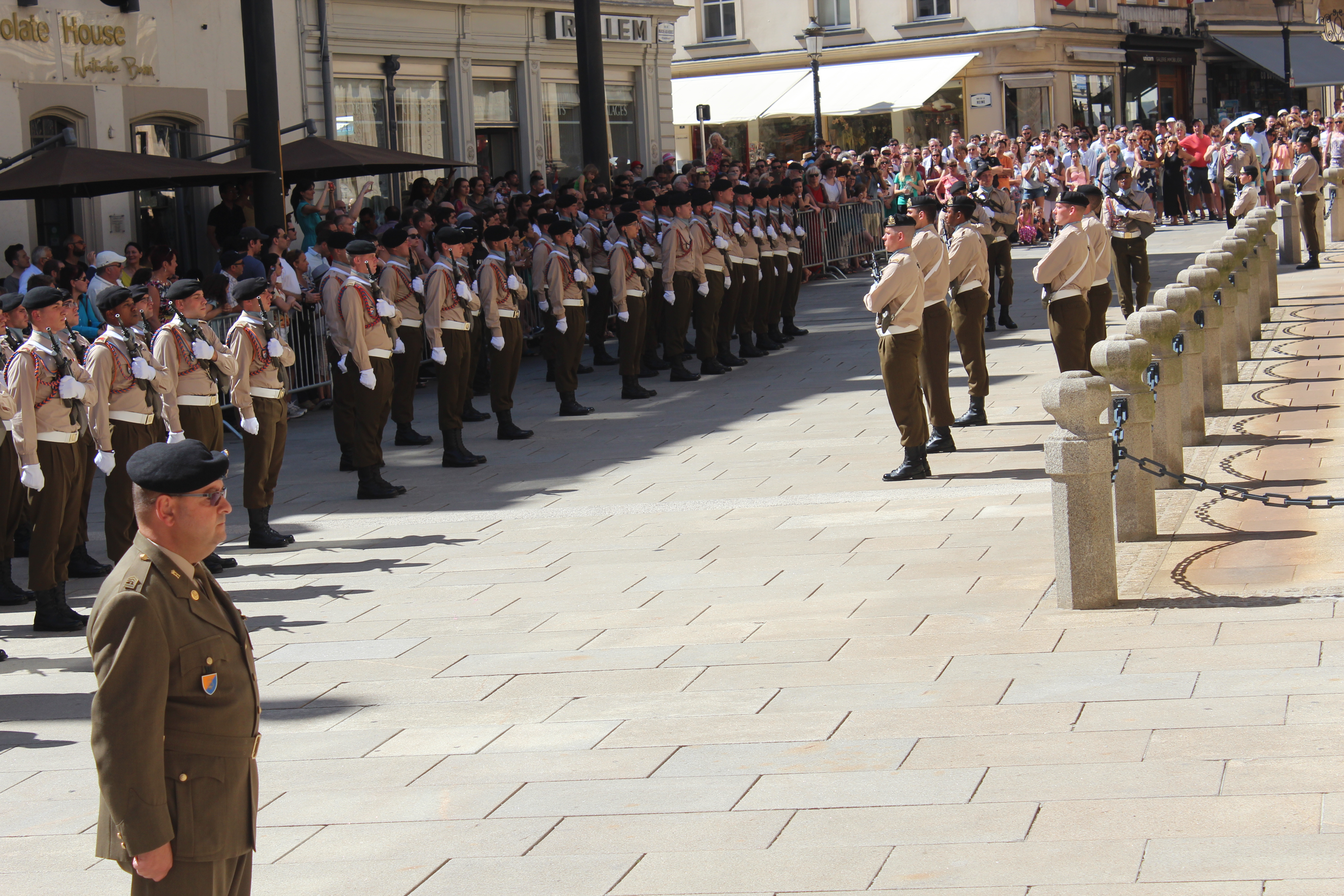
Wachablösung der Luxemburger Garde vor dem Großherzoglichen Palais

In Athen findet am Syntagma-Platz vor dem Parlaments-Gebäude stündlich ein Wachwechsel vor dem Grab des unbekannten Soldaten statt.

## Kanada
Die beiden kanadischen Gardeinfanterieregimenter stellen Wachen vor der Rideau Hall und auf Parliament Hill in Ottawa, die täglich mit einem Zeremoniell, das dem britischen entspricht, gewechselt werden.

## Schweden
In Stockholm findet täglich gegen 12 Uhr (Sonntags um 13 Uhr) vor dem Königlichen Schloss die Wachablösung statt. Außer der Leibgarde mit etwa 200 Wachtagen beteiligen sich Regimenter aus dem ganzen Land daran.
Neben dem Austausch der Wachen gibt die begleitende Militärkapelle meist noch ein Platzkonzert. Etwa 50 Wachparaden pro Jahr sind beritten, das heißt die Wache zieht zusammen mit dem Trompeterkorps auf Pferden zum Königlichen Schloss; sitzt ab und führt den Wachwechsel zu Fuß durch.

## Tschechische Republik
Im Ersten Burghof der Prager Burg (auch Ehrenhof genannt) auf dem Hradschin findet seit postkommunistischer Zeit täglich um 12.00 Uhr ein prunkvoller Wachwechsel statt. Die Burgwache in ihren Prunkuniformen halten auch an allen Eingängen zur Burg Wache, haben aber auch zu jeder vollen Stunde eine einfache Wachablösung.

## Vereinigtes Königreich von Großbritannien und Nordirland
In London finden sowohl an Horse Guards (Gardekavallerie) als auch am St James’s Palace und am Buckingham Palace (Gardeinfanterie) im Sommer täglich, im Winter an jedem zweiten Tag Wachablösungen statt. 
Gleiches gilt für Windsor Castle, wo die Wache ebenfalls von der Gardeinfanterie gestellt wird.
Zumindest im Sommer 2023 wurde der Rhythmus auf vier (Buckingham Palace und St. James Palace) bzw. drei (Windsor) Mal wöchentlich reduziert.

## Vereinigte Staaten von Amerika
Vor dem Grabmal des unbekannten Soldaten am Nationalfriedhof Arlington, der ständig von einem Soldaten bewacht wird, findet tagsüber im Sommer jede halbe Stunde, tagsüber im Winter jede Stunde und nachts jede zweite Stunde eine zeremonielle Wachablösung statt. Die Wache wird von einem einzelnen Soldaten des 3. US-Infanterie-Regiments übernommen. Während der Wache macht dieser auf einem 63 Fuß langen Gehweg genau 21 Schritte, steht mit dem Gesicht zum Grabmal für genau 21 Sekunden, steht für weitere 21 Sekunden in die entgegengesetzte Richtung und wiederholt dann diesen Ablauf. Die Wache wird bei jedem Wetter gehalten.
Der Wachtposten am Grab des unbekannten Soldaten ist seit dem 2. Juli 1937 permanent besetzt.

## Liste
| Land                    | Ort | Einheit                                                                           |
| ----------------------- | --- | --------------------------------------------------------------------------------- |
| Bulgarien               | Sofia: Präsidentenpalast                                                                                                  | Ehrengarde                                                                        |
| Chile                   | Santiago de Chile: La Moneda                                                                                              | Guardia de Palacio de Carabineros de Chile                                        |
| Dänemark                | Kopenhagen: Schloss Amalienborg                                                                                           | Den Kongelige Livgarde                                                            |
| Griechenland            | Athen: Syntagma-Platz | Evzonen                                                                           |
| Indien                  | Neu-Delhi: Rashtrapati Bhavan                                                                                             | President's Bodyguard und ein wechselndes Regiment der Indischen Armee            |
| Italien                 | Rom: Quirinalspalast, Vittoriano                                                                                          | Corazzieri, andere Verbände aus allen Landesteilen                                |
| Kanada                  | Ottawa: Rideau Hall und Confederation Square am National War Memorial Québec: Regierung Kanadas                           | Ottawa: Ceremonial Guard Québec: 22. Regiment                                     |
| Malaysia                | Kuala Lumpur: Istana Negara                                                                                               |                                                                                   |
| Monaco                  | Fürstenpalast in Monaco                                                                                                   | Compagnie des Carabiniers du Prince                                               |
| Norwegen                | Oslo: Königliches Schloss Oslo, Festung Akershus                                                                          | Hans Majestet Kongens Garde                                                       |
| Portugal                | Lissabon: Palácio Nacional de Belém                                                                                       | Guarda Nacional Republicana                                                       |
| Russland                | Moskau: am Grabmal des unbekannten Soldaten beim Moskauer Kreml                                                           | Kremlregiment                                                                     |
| Republik China (Taiwan) | Taipeh: Nationale Chiang-Kai-shek-Gedächtnishalle, Sun-Yat-sen-Gedächtnishalle, Märtyrerschrein der Nationalrevolutionäre | Ehrenwachabteilungen der Streitkräfte der Republik China                          |
| San Marino              | Palazzo Pubblico | Guardia di rocca                                                                  |
| Schweden                | Stockholm: Stockholmer Schloss                                                                                            | Livgarde oder ein wechselndes Regiment der Schwedischen Streitkräfte              |
| Singapur                | Istana | Singapore Armed Forces Military Police Command                                    |
| Spanien                 | Madrid: Palacio Real | Guardia Real                                                                      |
| Sri Lanka               | Colombo: Präsidentenhaus                                                                                                  | Gardekompanie des Präsidenten                                                     |
| Südkorea                | Seoul: Daehanmun Tor am Deoksugung                                                                                        | Königliche Garde                                                                  |
| Türkei                  | Ankara: Anıtkabir | Soldaten der Teilstreitkräfte                                                     |
| Vereinigtes Königreich  | London: Horse Guards, St James’s Palace, Buckingham Palace Windsor: Windsor Castle                                        | Regiment der Guards Division oder wechselndes Regiment eines Commonwealth Staates |
| USA                     | Arlington County: Nationalfriedhof Arlington am Grabmal des unbekannten Soldaten                                          | 3rd Infantry Regiment                                                             |